# 斑喉塚雉
斑喉塚雉或新几内亚塚雉（学名：Megapodius decollatus）是一种塚雉。栖息于新几内亚（主要是北部）的亚热带或热带潮湿的低地森林和亚热带或热带潮湿的山地森林中。这种鸟的学名曾为Megapodius affinis，但实际上这一学名曾被用于描述橙脚塚雉。